# Notiophilus specularis
Notiophilus specularis är en skalbaggsart som beskrevs av Thomas Casey. Notiophilus specularis ingår i släktet Notiophilus och familjen jordlöpare. Inga underarter finns listade i Catalogue of Life.